# Coupe du Liechtenstein de football 1972-1973
Navigation
Édition précédente Édition suivante
La coupe du Liechtenstein 1972-1973 de football est la 28e édition de la Coupe nationale de football, la seule compétition nationale du pays en l'absence de championnat.
La finale est disputée à Vaduz, le 31 mai 1972, entre le FC Balzers et le FC Ruggell. 
Le FC Balzers remporte le trophée en battant le FC Ruggell. Il s'agit du 2e titre de l'histoire du club dans la compétition.

## 1ertour
Le FC Vaduz est exempté de ce tour.
| Équipe 1          | Résultat | Équipe 2       |
| ----------------- | -------- | -------------- |
| FC Balzers        | 3 - 2    | FC Triesen     |
| USV Eschen/Mauren | 2 - 3    | FC Ruggell     |
| FC Schaan         | 5 - 0    | FC Triesenberg |

## Demi-finales
| Équipe 1   | Résultat | Équipe 2   |
| ---------- | -------- | ---------- |
| FC Schaan  | 1 - 4    | FC Ruggell |
| FC Balzers | 2 - 1    | FC Vaduz   |

## Finale
| 31 mai 1973 | FC Balzers | 2 - 1 | FC Ruggell | Vaduz |  |
|             |            |       |            |       |  |